# Вијак
Вијак или завртањ, колоквијално шраф, шараф, шераф (искварено  ) је машински елемент који има цилиндрично тело са навојем и у већини случајева има главу која служи да се помоћу одговарајућег алата вијак притегне или попусти. Вијак се користи за растављиве спојеве, тј. спојеве који се могу састављати и растављати без оштећења. Према смеру навоја вијак може бити десни (најчешће у употреби) или леви. Ваљкастог је облика, а дуж целе спољне стране или њезиног дела обликован је нарезаним или утиснутим навојем, то јест спиралним ужлебљењем, које делује попут вешто изведене косине. Навој се у облику хеликоидне линије или уске површине равномерним нагибом овија око цилиндричног или, ређе, благо купастог тела и успиње у смеру казаљке на сату (десни навој) или обрнуто (леви навој).
Према намени, навоји имају различите облике попречног пресека (троугаони, трапезни, пиласти и тако даље), могу бити једновојни или вишевојни (двовојни, тровојни), метрички или цолни (на пример цевни Витвортов навој). Карактеристичне величине навоја јесу угао профила, теоријска и носива дубина, корак и друго. Већином су стандардизовани, премда се из различитих разлога изводе и изван стандарда. Поред тела с навојем, вијак је обично опремљен главом различитог облика. Глава вијка најчешће је шестострана призма, али може бити и четвороугаона, полуокругла, ваљкаста с равним или упуштеним крстом, шестоуглом (такозвани имбус-вијак) или звездом, потом сочиваста, крилна, наровашена, очна или стожаста. Углавном има главу која пружа могућност одвијања или завијања, уз помоћ одговарајућег алата као на пример одвијач) или кључ за шестоугаоне главе). Глава вијка је углавном већа од тела вијка, да би се вијак зауставио код завијања, али и да преноси силу на носивој површини. Тело вијка има на себи навој, који може бити пуни навој или деломични навој.
Почетком 15. века произведени су први металних вијци у Европи, али због високе цене производње отишли су у заборав. С почеком индустријализације у 18. веку производња вијака је постала јефтина. Од тада су се до данас нашли као роба широке потрошње широм света.
Вијке се може одвијати с спољне и унутрашње стране (инбус вијак). Навој може бити леви и десни. Скоро сви вијци имају десни навој, а леви навој се поставља само у специјалним случајевима, као на пример на спремницима или боцама за гас. Вијчани спојеви су најчешће кориштена врста растављивих спојева. Главни елементи вијчаног споја су:
- Вијак на којем је израђен спољни навој;
- Матица или цилиндрични проврт у машинском делу у којима је израђен унутрашњи навој;
- Подлошка или подложна плочица, те осигурач (по потреби).

## Врсте вијака
Према намени и врсти навоја вијци се деле на:

### Вијак са метричким навојем
Овај вијак се израђује са метричким (милиметарским) навојем. Може имати навој по целом телу (од главе вијка па до краја тела) или делимични навој (навој креће од краја тела, али не долази до главе). Ова врста вијака се често користи за спајање елемената помоћу навртке. Вијак и навртка морају имати навој истог пречника и корака.

### Вијак са цоловним (Витворт) навојем
Све речено за вијке са метричким навојем важи и за ове вијке, са разликом што је на ове вијке нарезан цоловни навој.

### Вијак за дрво
Вијак за дрво припада групи саморезних вијака, тј. вијак који приликом увртања сам урезује навој у дрво. Вијци за дрво служе за спајање дрвених делова међусобно и с деловима других материјала. Навој је урезни. У смеру према глави дубина њихових навоја опада. Главе им могу бити шестоугаоне, четвороугаоне, полукугласте, сочивасте и упуштене с слотом. Вијци за дрво израђују се од челика, месингове легуре алуминијума. Они се убрајају у самонарезне вијке, јер сами себи нарезују навојну рупу, односно није неопходна матица. Имају широк навој већег успона и упуштену или полуокруглу главу с слотом. На сличном начелу делују и вијци за лим те вијци за пластику, који често имају завршетак тела попут нарезног сврдла.

### Вијак за лим
Вијак за лим такође припада групи саморезних вијака, а служи за спајање лимених елемената. Пре увртања у лиму се мора избушити отвор одговарајућег пречника.

### Самобушећи вијак
Врх самобушећег вијка има изглед бургије тако да није потребно претходно бушење отвора.
Према врсти алата који се користи за увртање деле се на:
- Вијак са шестоугаоном главом
- Вијак са квадратном главом
- Вијак са шлицом (прорезом) - за равни одвијач
- Вијак са ПХ (Phillips) главом - за „крстасти“ одвијач
- Инбус вијак
- Једносмерни вијак (може само да се уврне)

Према облику главе деле се на:
- Вијак са упуштеном главом
- Вијак са полуокруглом главом
- Вијак са полуокруглом упуштеном главом
- Вијак са сочивастом главом
- Вијак са сочивастом упуштеном главом
- Инбус вијак
- Торкс вијак
- Вијак за гипс
- Торбан вијак
- Вијак без главе са шлицом - „црв“ са шлицом
- Вијак без главе са шестоугаоном рупом - инбус „црв"
- Вијак без главе - „брезон"
- Специјални вијци (нпр. вијак са куком)

### Матични вијци
Матични вијци имају углавном шестострану главу вијка, а ређе четверострану. Глава вијка је обично израђена у једном комаду с телом вијка. Уз те облике главе, постоје још ваљкасте, купасте, заобљене или вијци с упуштеним главама. Висина главе вијка је обично 0,7 d (d – спољни пречник вијка). Да би се смањила концентрација напрезања вијка у вијчаном споју, на месту прелаза тела вијка у главу, тај пријелаз не сме бити оштар. Обично се заобљује ојачањем тијела вијка на том месту, или се израђују утори за растерећење на телу или на глави. Завршеци вијака могу бити различити. Најчешће су заобљени или стожасти, а понекад могу бити и равни.

### Главати вијци
Главати вијци или вијци с главом се употребљавају у случајевима кад кроз материјал није могуће пробушити рупу, на пример због велике дебљине предмета или неприступачности предмета с друге стране, па се за вијчани спој не може користити матица. Главе тих вијака намењених за увијање и одвијање уз помоћ кључева, најчешће су шестостране.

### Сворни вијци
Сворни вијак нема главу већ има нарез на оба своја краја. При томе нарез не мора обвезатно бити једнак. Употребљава се за вијчане спојеве који се често растављају, а један од примера су вијци на главама мотора. Један крај вијка чврсто се увија у отвор који има унутрашњи навој, а на другом крају се спој стеже матицом. Приликом растављања вијчаног споја, вијак се више не извија већ се само одвије матица.

### Затични вијак
Сличан је сворњаку, али има навој по целој дужини вијка. Употреба и начин инсталације је сличан као и код сворњака,

### Специјални вијци
Специјални вијци и матице употребљавају се за посебне намене. То су темељни, дистанцијски, увртни, затезни, зглобни, вијци за завешење, вијци за затварање, те они са специјалним облицима. У ту групу спадају и вијци за дрво.

### Темељни вијци
Темељни или сидрени вијци служе за причвршћивање машина и уређаја за њихове бетонске темеље. Повезују главне делове с постољем или темељом, а изведени су или као вијци с главом или им је глава купасто призматична, расечена и повинута, раскована или спљоштена или има неки други, често неправилан облик који осигурава добро држање када се залије у бетон темеља.

### Спрежњаци
Спрежњаци или дистанцијски вијци служе за спој, где је потребно одржавање два или више машинских делова на одређеној удаљености једнога од другога. Њихова функција може бити осигурана ојачаним извођењем вијка на целом распону удаљености коју треба одржавати или само на његовим крајевима, односно потребни се размак одржава с помоћу дистанцијске љуске.

### Увртни вијци
Увртни вијци или вијци за фиксирање служе за стезање, фиксирање међусобног положаја и подешавање међусобне удаљености два дела. Најчешће имају навој по читавој дужини вијка и четвртасту главу. За увијање неки имају утор, а неки шестоугаону рупу за имбус кључ.

### Затезни вијак
Затезни вијак или затезни спој је машински део који служи за спајање и подешавање дужине и напетости затезних штапова или ужета. За ту сврху има на једном крају десни, а на другом леви навој.

### Зглобни вијци
Зглобни вијци употребљавају се за спајање делова који се чврсто отварају, као на пример код неких тешких поклопаца. Тада се на прирубницама уместо проврта налазе прорези. Уместо главе, зглобни вијци имају око кроз које пролази сворник, око којег се вијак може окретати, кад је крилна матица одвијена.

### Вијци с нарезницом
Вијци с нарезницом употребљавају се за увртање у бушене рупе, у којима сами урезују или боље речено уваљују навој, обично при спајању делова од тањих лимова. На месту на такав начин израђеног навоја, повећава се дебљина дела који се спаја. Ти се вијци израђују од челика и кале. Њихове главе су шестоугаоне, цилиндричне, полукугласте или упуштене, а навој покрива читаву површину тела вијка.

### Вијци и матице специјалних облика
Вијци и матице специјалних облика примењују се тамо где је потребно да се спречи њихово увијање или одвијање од стране неовлаштених особа, тиме што је за то потребан специјални алат. Најчешће су то вијци с тробридном главом или матицом, или с уторима посебног облика.

### Навојна шипка
Навојна шипка има навој дуж целе своје дужине. Расположива је у димензијама пречника од 3  па до 36 mm, а обично је дуга један метар. Такође постоје навојне шипке израђене од различитих материјала како би се осигурала потребна носивост и издржљивост на оптерећења. Навојна шипка је намењена за вучно напрезање.

## Означавање вијака
Означавање вијака је стандардизовано тако да је вероватноћа грешке приликом куповине, уградње и слично сведена на минимум. У ознаци вијка мора бити наведен стандард који дефинише основне карактеристике вијка (облик и врсту главе и сл.), материјал од којег је направљен вијак и називна димензија.
Пример:
Вијак М10x50 (ЈУС М. Б1.051) ЧВ.5.6
Овом ознаком дефинише се вијак са шестоугаоном главом, навој је метрички пречника 10 mm. Тело вијка је дугачко 50 mm. Вијак је направљен од челика ЧВ.5.6.

## Материјали вијака
Најчешћи материјал за израду вијака је челик високе истегљивости, код којега нема опасности од крхког лома. У електротехници се због добре проводности користи месинг. Користе се и лаки метали, а у задње време и полимери (вештачке пластичне масе). Челични вијци се деле у разреде чврстоће: 4.6, 4.8, 5.8, 8.8, 9.8, 10.9, и 12.9; те две додатне класе: 8.8.3 и 10.9.3. Наведене чврстоће вреде за температуре до 350 °C. Изнад тога се користе специјални материјали. Ознака разреда чврстоће значи, за пример ознаке 6.8:
- први број x 100 = 6 x 100 = 600 /2 =  (максимална чврстоћа)
- први број x други број x 10 = 6 x 8 x 10 = 480 N/mm2 =  (граница еластичности)

Вијци разреда чврстоће 6.8 и чвршћи морају ознаку разреда чврстоће имати видљиво отиснуту на глави вијка.

## Вијчани спој
Вијчани спој спада у растављиве спојеве, а поред спајања, користе се за заптивање, затезање, регулацију, мерење и пренос кретања. Основни елементи вијчаног споја су вијак и матица, при чему вијак има спољни навој, а матица одговарајући унутрашњи навој. Матица може у вијчаном споју бити самосталан део, или је замењује део спојног машинског дела, у коме онда треба израдити унутрашњи навој. С обзиром да су вијак и матица најчешће кориштени машински делови на свим подручјима технике, њихов облик, величина и материјал су стандардизовани.
Вијчани спојеви се могу генерално разврстати у следеће групе:
- Носиви вијчани спојеви. Најчешћи су, а користе се за причвршћивање растављивих машинских делова који су изложени разноврсним напрезањима. Изводе се са преднапрезањем или без њега.
- Доседни вијчани спојеви. Користе се за причврсне, растављиве везе разних машинских делова доседним вијцима, који добро подносе смисаона оптерећења и истовремено центрирају спајане делове. Чешће се изводе без него с преднапрезањем.
- Покретни навојни спојеви. Намењени су за пренос и претварање кружног кретања у праволинијско, или обрнуто. С њима се постижу велике аксијалне силе за наметнуте мале ободне силе, нпр. код вијчаних вретена алатних машина, у вијчаним дизалицама и сл.
- Вијчани спојеви за затезање. Користе се код затега с једним или два вијка. Код затега с два вијка један вијак има леви, а други десни навој (затезни вијак).
- Заптивајући вијчани спојеви. Намена им је затварање улазних и излазних отвора посебно обликованим вијцима, нпр. код клизних лежајева, у резервоарима и сл.
- Диференцијални вијчани спојеви. Користе се за подешавање разних направа, те код регулације вентила.
- Мерни вијчани спојеви. Служе за мерење дужина код механичких мерила (микрометарски вијак).

Ради бољег налегања или ради спречавања самоодвртања, вијчаном се споју испод главе вијка или испод матице стављају обични и еластични подлошци. Често се употребљавају и две матице заједно, од којих друга, ближа крају (такозвана противматица или контраматица), служи као осигурач.

## Утор на глави вијка
Осим пљоснатог одвијача, користе се и други облици. Торкс систем је добар, јер се сила на матицу или главу вијка не преноси по неколико линија, него по неколико површина.

## Алат за притезање
Кључевима за шестоугаоне главе вијака и матице притежу се вијци са шестостраном главом. Вијци с пљоснатим утором на глави вијка притежу се одвијачем с пљоснатим врхом. Вијци с ваљкастом главом с унутрашњим шестоугаоним отвором притежу се инбус кључем. Вијци с посебним уторима на глави вијка притежу се специјалним алатима. Вијци с прстенастом главом и сворни вијци увршћују се ручно. Простор потребан за притезање и отпуштање вијка зависи од врсте вијка, односно потребне врсте кључа. Најмање је места потребно за инбус вијке па се они могу сместити непосредно један уз други.

## Историја
У античко време, вијак је прву пут употребљен као део вијчане пумпе за наводњавање Висећих вртова из Вавилона у 7. веку п. н. е.
Вијак је касније описао грчки математичар и филозоф Архита из Тарента (428 - 350. п. н. е.). Од 1. века п. н. е. користили су се дрвени вијци, углавном у пресама за добијање уља и вина. У Европи се метални вијци нису појавили све до 15. века.
Године 1744. изумљена је претеча одвијача. Први одвијачи, слични онима које данас користимо, појавили су се тек у 19. веку. До половине 19. века у бродоградњи су се искључиво користиле заковице.
Метални вијци су ушли у употребу крајем 18. века. Са развојем машина за израду навоја (1870-их), драстично се смањила цена навојних елемената и тиме се повећала употреба вијака.
У 19. веку у употреби су били вијци са прорезом, вијци са квадратном главом и вијци са шестоугаоном главом. У 20. веку је дошло до развоја и других облика глава. 1908, Канађанин П. Л. Робертсон, је изумео вијак са главом са квадратном рупом. Вијак са главом са шестоугаоном рупом (имбус) појавио се 1911. године. Раних 1930-их Хенри Филипс је изумео вијак са ПХ главом ("крстак").